# Жондло (Лодзинське воєводство)
Жондло (пол. Żądło) — село в Польщі, у гміні Ґрабиця Пйотрковського повіту Лодзинського воєводства.
Населення — 90 осіб (2011).
У 1975-1998 роках село належало до Пйотрковського воєводства.

## Демографія
Демографічна структура станом на 31 березня 2011 року:
|          | Загалом | Допрацездатний вік | Працездатний вік | Постпрацездатний вік |
| -------- | ------- | ------------------ | ---------------- | -------------------- |
| Чоловіки | 45      | 10                 | 26               | 9                    |
| Жінки    | 45      | 11                 | 22               | 12                   |
| Разом    | 90      | 21                 | 48               | 21                   |